# Jia Yuping
Jia Yuping (chinesisch 贾雨平, Pinyin Jiă Yŭpíng; * 3. Mai 1986 in Liaoning) ist eine frühere chinesische Biathletin und Skilangläuferin.
Jia Yuping lebt und trainierte in Dalian. Sie startete für den chinesischen Biathlonverband. Jia debütierte international 2002 im Rahmen der Juniorenweltmeisterschaften 2002 in Ridnaun, wo sie 47. des Einzels, 12. des Sprints und 16. der Verfolgung wurde. Mit Yin Qiao und Dong Xue gewann sie zudem den Titel im Staffelrennen. Ein Jahr später wurde sie in Kościelisko 60. des Einzels, 33. des Sprints und 35. der Verfolgung. 2004 erreichte sie in Haute-Maurienne den 43. Rang im Einzel, wurde 46. des Sprintrennens, 28. der Verfolgung und mit Liu Liming und Dong Xue Staffel-Elfte. Kurz darauf folgte das Debüt im Weltcup. In ihrem ersten Rennen in Lake Placid wurde Jia bei einem Sprint 55. und qualifizierte sich damit für das Verfolgungsrennen, das sie als überrundete Läuferin aber nicht beendete. Der 55. Rang blieb das beste Resultat im Weltcup für die Chinesin. In den Jahren 2005 und 2006 trat sie international nur in einem Weltcuprennen an. Erst 2007 wurde sie wieder aktiver und startete in Martell zum vierten Mal bei Junioren-Weltmeisterschaften. Im Einzel wurde sie 31., im Sprint 33. und 30. des Verfolgungsrennens. Zum Karrierehöhepunkt im Biathlon wurden die Biathlon-Weltmeisterschaften 2007 in Antholz, wo Jia 69. des Sprints wurde.
Neben dem Biathlon war Jia auch im Skilanglauf aktiv, trat hier aber zumeist nur in unterklassigen Rennserien wie dem Far East Cup oder in FIS-Rennen an. Höhepunkt der Karriere wurden die Olympischen Winterspiele 2006 in Turin, wo sie bei den Rennen in Pragelato Plan 61. der Freistil-Sprintqualifikation wurde und sich somit nicht für das Finale qualifizieren konnte. 2007 bestritt sie ihr einziges Rennen im Weltcup und wurde in Changchun im 10-Kilometer-Freistilrennen 26. Nach der Saison bestritt sie keine internationale Rennen mehr.

## Biathlon-Weltcup-Platzierungen
Die Tabelle zeigt alle Platzierungen (je nach Austragungsjahr einschließlich Olympische Spiele und Weltmeisterschaften).
- 1.–3. Platz: Anzahl der Podiumsplatzierungen
- Top 10: Anzahl der Platzierungen unter den ersten zehn (einschließlich Podium)
- Punkteränge: Anzahl der Platzierungen innerhalb der Punkteränge (einschließlich Podium und Top 10)
- Starts: Anzahl gelaufener Rennen in der jeweiligen Disziplin
- Staffel: inklusive Mixed- und Single-Mixed-Staffeln

| Platzierung         | Einzel | Sprint | Verfolgung | Massenstart | Staffel | Gesamt |
| ------------------- | ------ | ------ | ---------- | ----------- | ------- | ------ |
| 1. Platz            |        |        |            |             |         |        |
| 2. Platz            |        |        |            |             |         |        |
| 3. Platz            |        |        |            |             |         |        |
| Top 10              |        |        |            |             |         |        |
| Punkteränge         |        |        |            |             |         |        |
| Starts              | 1      | 6      | 2          |             |         | 9      |
| Stand: Karriereende |        |        |            |             |         |        |